# 獨立民主黨人呼籲
《獨立民主黨人呼籲》，全稱《國會內獨立民主黨人呼籲合眾國全民》（Appeal of the Independent Democrats in Congress to the People of the United States），是一份發表於1854年1月的宣言，用以回應美國參議院提出的堪薩斯-內布拉斯加法案。當時美國著名的政治領袖薩蒙·波特蘭·蔡斯、查爾斯·索姆奈、約書亞·瑞德·紀汀斯、愛德華·韋德、格瑞特·史密斯、和亞歷山大·德·魏特等重要政治人物都具名聯署。蔡斯和紀汀斯憂心該法案推翻掉《密蘇里妥協案》，令擬議中的堪薩斯和內布拉斯加兩處新領地淪為蓄奴州。
《呼籲》中強調：
我們控訴該法案玷污了聖潔的承諾，是背棄寶貴權利的罪行，是驅逐舊世界移民與我國自主勞工離開廣闊無人地這令人髮指的陰謀之一個面向與其包裝，以將之轉為不見天日的專制地區，唯存奴隸主與奴隸們。
蔡斯回顧密蘇里妥協案的經過，論斷北方接受該妥協案就只是希望路易斯安那購地案中的其餘部份能繼續成為自由的屬土。因意識到密蘇里妥協案“已是美國人民心中的神主牌”，他籲求在宗教和政治上都要採取行動來擋掉該法案。
《呼籲》原刊於辛辛那提的《公報》(Gazette)，後經全國各地報紙廣為轉載。歷史學家埃里克·方納(Eric Foner)寫道：「歷史學家們傾向於同意該《呼籲》是我們史上最具成效的政治宣傳之一。」蔡斯對奴主權勢的侵略性說法在北方大部分地區後來都得到認可。
史家艾倫·內文斯寫道，蔡斯經常“語不驚人死不休”，其聲稱該法案“永將國家圈進蓄奴者的專制枷鎖之中”即為例證。內文斯論斷，《呼籲》高度激起南方去仇視反奴隸制者對該法案的反對。
該法案被描繪成支持奴隸制的南方對北方的侵犯，就此壞了參議員史蒂芬·阿诺·道格拉斯的計劃，也就是將該法案當成主權在民的典型，迫使大多數在國會中的南方輝格黨人加以支持。
《呼籲》引发「反內布拉斯加運動」，這股政治力量後來形成共和黨。

## 背景
《獨立民主黨人呼籲》於1854年1月19日寫就。全文由薩蒙·波特蘭·蔡斯、查爾斯·索姆奈、約書亞·瑞德·紀汀斯、愛德華·韋德、格瑞特·史密斯、和亞歷山大·德·魏特共同起草。所有簽署人都強烈反對奴隸制的擴張，並曾以自由土地黨等第三黨的身份參選。這份文件用以回應堪薩斯-內布拉斯加法案第二版所作辯解。新版與第一版不同的是明確地推翻了1820年的《密蘇里妥協案》，從而威脅著令全區都對奴隸主敞開大門。這些人聯成一氣來起草該呼籲，是因為堅信該法案不應通過，他們認為這將開放奴隸制向西部擴張。

## 註解
1. ↑  . Teaching American History.
2. ↑  Foner p. 93-94
3. ↑  Nevins pp. 111-112.
4. 1 2  Foner p. 94–95
5. ↑  Nevins p. 112

## 外部連結
- "Appeal of the Independent Democrats." Teaching American History, teachingamericanhistory.org/library/document/appeal-of-the-independent-democrats/. Accessed 23 May 2017.
- Full text of the "Declaration" pp 144–52

- Appeal of the Independent Democrats